# Réserve écologique de Manche-d'Épée
La réserve écologique de Manche-d'Épée est située à 85 km à l'est de Sainte-Anne-des-Monts et près du village de Manche-d'Épée.  La réserve protège une érablière sucrière à bouleau jaune située dans une vallée  encaissée typique du nord de la Gaspésie.  Cette communauté végétale est rare dans la région.